# Berești-Bistrița
Berești-Bistrița is een Roemeense gemeente in het district Bacău.
Berești-Bistrița telt 2072 inwoners.